# Georges Boucher de Boucherville
Pour les articles homonymes, voir Boucher de Boucherville, Boucher et Boucherville (homonymie).
Georges Boucher de Boucherville né le 21 octobre 1814 à Québec et mort le 6 septembre 1894 à Saint-Laurent-de-l'Île-d'Orléans est un écrivain, politicien et inventeur québécois.

## Biographie
Aîné du seigneur Pierre Boucher de Boucherville, il s'inscrit au Petit Séminaire de Montréal, puis étudie le droit, tout en conservant un fort intérêt pour la littérature. Il a un peu plus de vingt ans quand il publie La Tour de Trafalgar, un récit fantastique, qui connaît plusieurs rééditions. Une légende indienne lui inspire ensuite Louise Chawinikisique.
Admis au barreau en janvier 1837, il ouvre une étude en province, mais revient s'établir à Montréal et participe aux réunions des Fils de la Liberté. Le 6 novembre 1837, il participe aux émeutes de rues qui opposent les Fils de la Liberté aux royalistes du Doric Club. Il est arrêté dix jours plus tard. Détenu sans procès pendant plusieurs mois, il est finalement accusé de haute trahison, mais libéré sous caution le 8 juillet 1838. À l'automne de la même année, sous la menace d'une nouvelle arrestation, il préfère l'exil et traverse la frontière pour se rendre en Louisiane, où il réside pendant cinq ans.
Il rentre au Bas-Canada en 1843 et exerce le droit en divers lieux de la province avant de se fixer à Sherbrooke. Une série d'articles qu'il signe pour La Minerve à partir de 1845 font état de ses préoccupations littéraires et socio-économiques. 
C'est en 1849 qu'il amorce la publication en feuilleton de son roman de mœurs et d'aventures Une de perdue, deux de trouvées. Il remanie cette première version et reprend la publication, cette fois dans la Revue canadienne en 1864-1865. L'œuvre attire bien vite sur elle l'attention et rencontre un vif succès. Le romancier transporte tour à tour ses personnages en Amérique du Sud, en Louisiane, dans les Antilles et enfin au Canada, prétexte pour brosser des tableaux et rendre des descriptions qui, dans la première partie du livre surtout, sont d'un coloris assez chaud. L'auteur crée pour ses héros des situations dramatiques qui parviennent à piquer la curiosité et émouvoir la sensibilité des lecteurs de son temps. À cet égard, la scène de la cave des Coco-Létart est restée fameuse. La notoriété du roman lui vaut des éloges dans tous les milieux. Le critique Camille Roy considère ainsi qu'il s'agit d'une des meilleures œuvres de la littérature du Canada. Une de perdue, deux de trouvées est finalement édité en volume en 1874.
Boucher de Boucherville, qui s'intéresse à la même époque à l'économie politique, publie en 1849 Les Sophismes de M. Bastiat, une série d'essais où il conteste les thèses de l'économiste français Frédéric Bastiat, ce partisan du libre-échange et de l'individualisme. Boucher de Boucherville lui oppose des projets sociaux et une économie communautaire. Passant de la théorie à la pratique, il soumet d'ailleurs aux élus un projet de banque agricole et, après un voyage en Europe pour étudier la question du crédit foncier, rédige une étude déposée à l'Assemblée législative du Québec.
En 1867, après avoir été brièvement secrétaire du lieutenant-gouverneur du Québec, il devient, en novembre, greffier du Conseil législatif du Québec, un poste qu'il occupe jusqu'à sa retraite en 1889.
Pendant ses temps libres, il rédige et publie en 1877 un Code du whist, pour les nombreux adeptes de ce jeu de cartes fort populaire dans la capitale et dépose un brevet pour un mode de transmission, de réception et d'enregistrement des dépêches télégraphiques. Ce brevet est bientôt assorti d'un lourd Dictionnaire du langage des nombres (1889) de plus de 1000 pages, qui concourt à forger un langage universel dénué de connotation nationale pouvant faire des économies dans les transmissions télégraphiques en étant basée sur les chiffres plutôt que des lettres.
Il meurt le 6 septembre 1894 à Saint-Laurent-de-l'Île-d'Orléans avant d'être inhumé dans le caveau appartenant à sa famille, situé à Boucherville.

## Œuvre

### Romans et récits
- La tour de Trafalgar (éd. 1870)    (Wikisource) (1835)
- Louise Chawinikisique  (Wikisource) (1835)
- Une de perdue, deux de trouvées, Tome I (éd. 1874)    (Wikisource) (1865)
- Une de perdue, deux de trouvées, Tome II (éd. 1874)    (Wikisource) (1865)
- Nicolas Perrot ou les Coureurs de bois sous la domination (écrit vers 1880, paru dans la Revue de Québec en feuilleton en 1889-90, publié de façon posthume en 1996)

### Autres publications
- Les Sophismes de M. Bastiat (1849)
- Le Code du whist : règles, principes, exemples (1877)
- Le Dictionnaire du langage des nombres (1889)